# Иоаким Мороховский
Иоаким (в миру Илия) Мороховский (ок. 1576—1631) — епископ владимирский и берестейский.
Родился около 1576 года во Львове. Происходил из дворянского рода. В 1595—1603 гг. изучал философию и теологию в Греческой коллегии в Риме и впоследствии служил секретарём при Сигизмунде III.
В 1612 году принял монашество, был деятельным сотрудником Ипатия Поцея — второго униатского митрополита. Возведённый в сан епископа (1614), насильно насаждал унию. Умер в 1631 году.
Автор богословских сочинений.